# Thecla epopeoides
Thecla epopeoides är en fjärilsart som beskrevs av William Schaus 1902. Thecla epopeoides ingår i släktet Thecla och familjen juvelvingar. Inga underarter finns listade i Catalogue of Life.